# 关津乡
关津乡，是中华人民共和国河南省驻马店市新蔡县下辖的一个乡镇级行政单位。

## 行政区划
关津乡下辖以下地区：
关津村、枣林村、高湾村、沈庄村、张庄村、黄夹道村、牛湾村、大朱庄村、谢湾村、徐庙村、王新庄村、王楼村、张大庄村、万庄村、翁庄村、许埠村、刘菜园村和李洼村。